# Balella mirabilis
Balella mirabilis ist eine Art der Hydrozoen (Hydrozoa) mit Polypen- und Medusenstadium. Es ist die einzige Art der Gattung Balella, der wiederum monotypischen Familie Balellidae.

## Merkmale
Die Hydroidpolypenkolonien sind meist aufrecht und erreichen etwa 6 cm Höhe. Die Seitenzweige dehnen sich aber hauptsächlich in einer Ebene aus. Das Netz der feinen Stolonen bildet ein großes Gewirr (Hydrorhiza), das die Kolonie im Sediment verankert. aufrecht. Die Polypen sind polymorph, d. h. in Fresspolypen (Gastrozoide), Geschlechtpolypen (Gonozoide) und Wehrpolypen (Dactylozoide) differenziert. Die Fresspolypen werden bis zu 1,2 mm hoch; sie sitzen vorzugsweise an der Ober- und Unterseite der Seitenzweige in einem weiten und flachen Becher. Der kurze birnenförmige Körper der Fresspolypen sitzt auf einem langen schlanken, stielartigen unteren Teil. Der nippelartige Mundkegel (Hypostom) ist verhältnismäßig hoch. Es sind zwei deutlich voneinander getrennte Tentakelkränze mit jeweils etwa 10 fadenförmige Tentakeln vorhanden. Der untere Kranz sitzt an der Basis der (birnenförmigen) Anschwellung des Polypen, der obere Kranz an der Basis des Mundkegels. Die Tentakeln werden zur Spitze hin etwas dünner; sie sind gleichmäßig mit Nesselzellen besetzt. Die Geschlechtspolypen haben nur etwa die Hälfte der Größe der Fresspolypen. Sie sind sehr schlank und am oberen (oder distalen) Ende leicht angeschwollen. Die Basis ist in einem kurzen, röhrenförmigen Perisarc-Kragen. Am distalen Ende ein einzelner dünner Tentakel, der aber auch fehlen kann. Ungefähr auf ein Drittel der Höhe vom distalen Ende gesehen sitzt ein Kranz von vier bis sechs Medusenknospen. Die Wehrpolypen sind relativ zahlreich und regelmäßig über die Kolonie verteilt. Sie sind fingerförmig ohne Perisarc-Kragen. Die Epidermis der Wehrpolypen ist nur mit wenigen Eurytelen besetzt. Die Medusenknospen messen bis etwa 0,25 mm. Das älteste bisher beobachtete Medusenstadium wies vier radiale Kanäle aus. Am Rand sitzen vier Knospen, jede mit einer dicken Epidermis und einem kurzen Tentakel. Das Manubrium ist relativ einfach ohne Gonadengewebe. Die Nesselzellen sind Desmoneme und mikrobasische Eurytele.

## Geographisches Vorkommen
Bisher gibt nur wenige Nachweise dieser Art, die aber über ein großes Gebiet im Pazifik gestreut sind. Die Typlokalität liegt zwischen den Hawaii-Inseln Molokai und Maui in 232 m Tiefe. Später wurde sie noch vor Japan in den Kai-Inseln (auch Kei Islands) im indonesischen Archipel nachgewiesen. Die bisherigen Nachweise liegen in einer Wassertiefe von 49 bis 232 m Tiefe auf sandigem oder schlammigem Untergrund.

## Systematik
Eine zweite Art der Gattung (Balella irregularis (Fraser, 1938)) wird von Schuchert (2003) als jüngeres Synonym von Balella mirabilis betrachtet.

### Online
- Hydrozoa Directory